# غرويتش
غرويتش (بالألمانية: Groitzsch) هي بلدة ألمانية تقع في ألمانيا في ساكسونيا.  يقدر عدد سكانها بـ 8,521 نسمة .